# Atarba (Atarba) laterospina
Atarba (Atarba) laterospina is een tweevleugelige uit de familie steltmuggen (Limoniidae). De soort komt voor in het Neotropisch gebied.